# Жан-Клод ван Дам
Жан-Клод Камиј Франсоа ван Варенберг (фр. Jean-Claude Camille François Van Varenberg; 18. октобар 1960), познатији као Жан-Клод ван Дам (фр. Jean-Claude Van Damme) белгијски је глумац, најпознатији по својим акционим филмовима у којима су доминантне разне борилачке вештине.

## Биографија
Ван Дам је рођен 1960. у Бриселу у општини Берцхем-Саинте-Агатхе син је цвећара. У узрасту од десет година његов отац довео га је код карате тренера Клода Гоетза. Он такође упражњава бодибилдинг а од 16. година бавио се и балетом. Ван Дам је већ са деветнаест година био шампион у средњој категорији „Европског професионалног карате савеза“. Он је стекао црни појас у школи шотокан каратеа. Године 1978. био је мистер Белгије у бодибилдингу.
Године 1982. преселио се заједно са својим пријатељем из детињства Мишелом Киси у Сједињене Америчке Државе да започне глумачку каријеру и ту је добио америчко држављанство. Најпре је радио три године као возач лимузине, избацивач и менаџер, док није добио своју прву улогу на филму. Године 1984. био је захваљујући Чаку Норису у филму „Missing in Action“ ангажован као каскадер.
Његова прва велика улога је била у 1986. играо је антагонисту у филму „Карате Тигер“
У наредним годинама, Ван Дам је играо у комерцијално успешном низу акционих филмова као што су „Киборг“, „Карате тигер 3- кикбоксер“, „Нема шансе“ и другим. Даље је уследила његова успешна каријера и снимио је многе филмове а учествовао је и као коаутор. Следећих година радио је на многим филмовима од којих је један од познатијих „Универзални војник“.
Ван Дам је белгијски шампион борилачких вештина и глумац познат нарочито својом дугом листом акционих филмова. На основу свог белгијског порекла у вези са својим физичким диспозицијама добио је надимак „Мишићи из Брисела“ (The Muscles from Brussels ) али је називан и „Краљ Белгијанаца“ због своје успешне филмске каријере јер је од 1984. играо у 39 филмова, и године 2009. је завршио трећи део „Универзалног војника“.
Познато је његово ривалство са Стивеном Сегалом који је такође био познат по снимању акционих филмова а био је и познавалац борилачких вештина. Ван Дам је носилац црног појаса у шотокан каратеу и има 3 дан у теквондоу.

## Лични живот
У прошлости је био пет пута жењен. Са својом трећом супругом са којом се развео и поново оженио живи од 1999. Тренутно живи у Шпанији у граду Алхаурин ел Гранде. Има троје деце Кристофера, Бианку и Николаса. Љубитељ је животиња и код куће гаји девет паса са Тајланда.

## Филмографија
| Улоге Жан-Клод ван Дама |                              |               |                   |          |
| Година                  | Српски назив                 | Изворни назив | Улога             | Напомена |
| 1984.                   |                              |               |                   |          |
| 1985.                   | Нема повлачења, нема предаје |               |                   |          |
| 1988.                   | Црни орао                    |               |                   |          |
| 1988.                   | Крвави спорт                 |               | Френк Дукс        |          |
| 1989.                   | Киборг                       |               | Гибсон Рикенбакер |          |
| 1989.                   | Кикбоксер                    |               | Курт Слоан        |          |
| 1990.                   | Неоправдано одсутан          |               |                   |          |
| 1990.                   | Смртна пресуда               |               |                   |          |
| 1991.                   | Освета близанаца             |               |                   |          |
| 1992.                   | Универзални војник           |               |                   |          |
| 1993.                   | Не можеш побећи              |               |                   |          |
| 1993.                   | Последњи акциони херој       |               |                   |          |
| 1993.                   | Тешка мета                   |               |                   |          |
| 1994.                   | Временски полицајац          |               | Макс Вокер        |          |
| 1994.                   | Улични борац                 |               |                   |          |
| 1995.                   | Изненадна смрт               |               | Дарен Мекорд      |          |
| 1996.                   | Потрага                      |               |                   |          |
| 1996.                   | Максимални ризик             |               |                   |          |
| 1997.                   | Двоструки тим                |               |                   |          |
| 1998.                   | Паклени удар                 |               |                   |          |
| 1998.                   | Легионар                     |               |                   |          |
| 1999.                   | Универзални војник: Повратак |               | Лук Деверо        |          |
| 1999.                   | Пустињска врелина            |               |                   |          |
| 2001.                   | Репликант                    |               |                   |          |
| 2001.                   |                              |               |                   |          |
| 2002.                   | Избачен из колосека          |               |                   |          |
| 2003.                   | У паклу                      |               | Кајл              |          |
| 2004.                   |                              |               |                   |          |
| 2004.                   | Освета за смрт               |               | Бен Арчер         |          |
| 2006.                   | Заповедна одговорност        |               | Сам Кинан         |          |
| 2006.                   |                              |               | Филип             |          |
| 2007.                   | До смрти                     |               | Антони            |          |
| 2008.                   | Паклена граница              |               |                   |          |
| 2008.                   | JCVD                         |               | сам себе          |          |
| 2010.                   |                              |               |                   |          |
| 2011.                   | Двострука освета             |               | Винсент           |          |
| 2012.                   | Очи змаја                    |               | Жан-Луис Тиано    |          |
| 2012.                   | Плаћеници 2                  |               | Вилаин            |          |
| 2012.                   | Шест метака                  |               | Самсон Гол        |          |
| 2013.                   | Блиски непријатељи           |               | Ксандер           |          |
| 2014.                   | Презнојавање                 |               | Стилман           |          |
| 2015.                   | Смртни залог                 |               | Дикон             |          |
| 2016.                   |                              |               | Френчи            |          |
| 2022.                   | Малци: Груов почетак         |               | Жан-Клод (глас)   |          |